# Agía Varvára (ort i Grekland, Mellersta Makedonien)
Agía Varvára är en ort i Grekland.   Den ligger i prefekturen Nomós Imathías och regionen Mellersta Makedonien, i den norra delen av landet, 300 km norr om huvudstaden Aten. Agía Varvára ligger 83 meter över havet och antalet invånare är 896.
Terrängen runt Agía Varvára är varierad. Runt Agía Varvára är det glesbefolkat, med 9 invånare per kvadratkilometer. Närmaste större samhälle är Véroia, 4,7 km nordväst om Agía Varvára. I omgivningarna runt Agía Varvára växer i huvudsak blandskog.